# Кристофър Фаулър
Кристофър Фаулър (на английски: Christopher Fowler) е английски писател на бестселъри в жанра трилър и хорър, с елементи на черна комедия и социална сатира.

## Биография и творчество
Кристофър Фаулър е роден на 26 март 1953 г. в Гринуич, Лондон, Англия, в семейството на Уилям Едуард (стъклар) и Лилиан Катлийн (юридически секретар) Фаулър. Учи в гимназия „Колфи“, едно от най-старите учебни заведения в Лондон.
В периода 1972 – 1978 г. работи като копирайтър за различни рекламни агенции в Лондон. През 1979 г. основава фирмата „The Creative Partnership“ за създаване на маркетингови кампании за големи и за независими британски филмови компании, в която е творчески директор. Фирмата му допринася много за развитието на международния филмов маркетинг и изготвя много филмови плакати, трейлъри и документални филми.
През 1988 г. излиза първият му трилър – „Свят по покривите“. Той става бестселър и дава старт на писателската му кариера. Следващите му романи и разкази често са бестселъри и имат много номинации и награди за фантастика и трилър. Много често сюжетите на произведенията се развиват на фона на Лондон, защото хилядолетната история на града и неговите многобройни потайности му осигуряват необходимото вдъхновение.
Разказът му „The Master Builder“ е екранизиран през 1992 г. във филма „Through the Eyes of a Killer“ с участието на Ричард Дийн Андерсън, Марг Хелгенбъргър и Дейвид Маршал Грант, а през 1999 г. разказът му „On Edge“ в едноименния филм с участието на Дъг Брадли, Чарли Бурман и Бет Мъри.
През 2003 г. е издаден романът му „Full Dark House“ от поредицата „Брайънт и Мей“. В напрегнато и мрачно комично действие главните герои, брилянтните стари детективи, осемдесет годишният детектив Артър Брайънт, известен с нетрадиционните си техники, и упорито работещия полицай от Скотланд Ярд Джон Мей, продължават половин вековното си партньорство по разкриване на зловещи престъпления и залавяне на престъпници, които изглеждат свръхестествено неуловими. Трилърът е удостоен с британската награда за литература за най-добър роман.
През 2010 г. Фаулър пише и продуцира скандалната музикална пиеса „Celebrity“ в театър „Феникс“ в Лондон. През 2011 г. създава видеоиграта „Война на световете“ за „Парамаунт“ с участието на сър Патрик Стюарт.
Освен романи и разкази той пише сценарии и статии в пресата – в „Таймс“, „Файненшъл Таймс“, „Телеграф“, „Гардиън“, „Дейли Мейл“ и др. Като колумнист води рубриката „Забравени автори“, в която представя широк кръг от писатели, чиито произведения някога се били много популярни, а сега вече не се помнят.
Кристофър Фаулър живее в Кингс Крос, Лондон, и в Барселона.

## Произведения

### Самостоятелни романи
- Roofworld (1988)
Свят по покривите, изд.: „Летера“, Пловдив (1992), прев. Леда Милева, Боян Николаев
- Rune (1990)
Руни, изд.: ИК „Плеяда“, София (1993), прев. Боян Николаев
- Red Bride (1992)
Кървава невяста, изд.: ИК „Плеяда“, София (1993), прев.
- Darkest Day (1993)
- Spanky (1994)
- Psychoville (1995)
- Disturbia (1997)
- Menz Insana (1997) – графичен роман
- Soho Black (1998)
- Calabash (2000)
- Plastic (2003)
- Breathe (2004) – Британска награда за литература за най-добър роман
- Hell Train (2011)
- Nyctophobia (2014)

### Серия „Брайънт и Мей“ (Bryant and May)
1. Full Dark House (2003) – Британска награда за литература за най-добър роман
2. The Water Room (2004)
3. Seventy-Seven Clocks (2005)
4. Ten Second Staircase (2006)
5. White Corridor (2007)
6. The Victoria Vanishes (2008) – награда „Last Laugh“
7. Bryant and May on the Loose (2009)
8. Off the Rails (2010)
9. The Memory of Blood (2011)
10. The Invisible Code (2012) – награда „E-Dunnit“
11. The Bleeding Heart (2014)
12. The Burning Man (2015)

- Bryant & May's Mystery Tour (2011)
- The Casebook of Bryant May: The Soho Devil (2013)

### Новели
- Oh I Do Like To Be Beside the Seaside (2012)
- #ChooseThePlot (2014) – с Джейн Кейси и Джеймс Осуалд

### Пиеси
- The Lady Downstairs – аудиопиеса за Шерлок Холмс, за „BBC7“
- Celebrity (2010) – музикална комедия

### Разкази
- The Art Nouveau Fireplace (1989)
- Box (1989)
- The Bureau of Lost Souls (1989)
- Deceiving the Lizards (1989)
- Hot Air (1989)
- Jumbo Portions (1989)
- The Ladies' Man (1989)
- Lost in Leicester Square (1989)
- The Master Builder (1989)
- Safe as Houses (1989)
- Shadow Play (1989)
- The Sun in the Sands (1989)
- Evil Eye (1992)
- Norman Wisdom and the Angel of Death (1992)
- On Edge (1992)
- Mother of the City (1993)
- Night After Night of the Living Dead (1993)
- The Laundry Imp (1994)
- Perfect Casting (1994)
- Brian Foot's Blaze of Glory (1995)
- Century and a Second (1995)
- Ginansia's Ravishment (1995)
- Hated (1995)
- Jouissance de la Mort (1995)
- The Most Boring Woman in the World (1995)
- Tales of Britannica Castle: I. Ginansia's Punishment (1995)
- Tales of Britannica Castle: II. Leperdandy's Revenge (1995)
- Unreliable History of Plaster City (1995)
- The Young Executives (1995)
- Armies of the Heart (1996)
- Permanent Fixture (1996)
- Unforgotten (1996)
- Christmas Forever (1997)
- Dracula's Library (1997)
- The Grand Finale Hotel (1997)
- Looking for Bolivar (1997)
- The Man Who Wound a Thousand Clocks (1997)
- Spanky's Back in Town (1997)
- Wage Slaves (1997)
- The Cages (1998)
- Five Star (1998)
- Inner Fire (1998)
- Learning to Let Go (1998)
- Midas Touch (1998)
- Normal Life (1998)
- Phoenix (1998)
- Scratch (1998)
- Still Life (1998)
- At Home in the Pubs of Old London (2000)
- The Beacon (2000)

### Сборници
- The Bureau of Lost Souls (1984)
- City Jitters (1986)
- More City Jitters (1988)
- Flesh Wounds (1989)
- Sharper Knives (1992)
- Personal Demons (1998)
- Uncut (1999)
- The Devil in Me (2001)
- Demonized (2004)
- Old Devil Moon (2007) – награда „Edge Hill“
- Crimewave 11: Ghosts (2010) – с Нина Алън, Илса Бик, Ричард Бътнър, Коди Гудфелоу, Дейв Хьоинг, Алисън Итълууд, О'Нийл Де Ноа и Лука Шолер
- Red Gloves: Devilry (2011)

### Документалистика
- Paperboy (2009) – награда „Green Carnation“
- Invisible Ink (2012)
- Film Freak (2013)

### Екранизации
- 1989 The Hitchhiker – ТВ сериал, 1 серия „Her Finest Hour“
- 1992 Through the Eyes of a Killer – ТВ филм по „The Master Builder“
- 1993 Left Hand Drive – история
- 1999 On Edge – кратък филм, по разказа „On Edge“
- 2001 Places of Interest – история
- 2003 The Most Boring Woman in the World – история
- 2005 Rainy Day Boys – история